# 衿川區

行政區劃圖

衿川區（：／ Geumcheon gu */?）是大韓民國首都首爾特別市的一個區。

## 交通

### 鐵路
韓國鐵道公社
- 京釜線（●首都圈電鐵1號線：加山數碼園區站 - 禿山站 - 衿川區廳站
- 始興連結線、京釜高速線（●首都圈電鐵1號線）：衿川區廳站

首爾交通公社
- ●首爾地鐵7號線：加山數碼園區站